# Нииттюкумпу (станция метро)
Нииттюкумпу (фин. Niittykumpu, швед. Ängskulla) — одна из восьми станций Хельсинкского метрополитена, открытая 18 ноября 2017 года. Располагается в одноимённом районе между станциями Урхейлупуисто до которой 1,1 км и Матинкюля до которой 1,9 км.
Власти города Эспоо изначально не собирались строить эту станцию из-за низкого пассажиропотока, но в 2013 году всё-таки начали возводить эту станцию. Планируется пассажиропоток 8000 человек.
Возле этой станции начали возводить 78- и 42-метровые башни, строительство которых завершится в 2017—2018 годах.